# 京都芸術短期大学
京都芸術短期大学（きょうとげいじゅつたんきだいがく、英語: Kyoto Junior College of Art）は、京都府京都市左京区北白川瓜生山2-116に本部を置いていた日本の私立大学である。1977年に設置され、2001年に廃止された。

## 概要

### 大学全体
- 京都府京都市左京区に所在した日本の私立短期大学で、設置主体は学校法人瓜生山学園[注 1]。
- 1977年に開学[注 2]。最大で造形芸術学科3専攻と専攻科4専攻からなっていた。
- 1999年度の入学生を最後に[注釈 2]、2001年に短期大学としての使命を終える[11]。

### 教育および研究
- 造形芸術に関する専門教育が行われ、日本画・洋画・立体・陶芸・染織テキスタイル・美学美術史・ファッションデザイン・ビジュアルデザイン・インテリアデザイン・ランドスケープデザイン・映像・コンピュータグラフィックスのコースがあった。
- 保健体育科目系列に「音と身体表現との係りや身体への影響を学ぶ」というねらいから和太鼓というものもあった。

### 学風および特色
- 研究生制度があった 専攻科修了後、1年制[12]

## 沿革
- 1934年
  - 9月10日 藤川衣服研究所が発足[注釈 3]。
- 1959年
  - 4月1日 藤川服装学院に名称変更[注釈 3]。
- 1967年
  - 6月12日 藤川デザイン学院が設置される[注釈 3]。
- 1975年
  - 4月1日 各種学校を各々、以下のとおり校名変更する[注釈 3]。
    - 藤川服飾学院→京都服飾芸術学院
    - 藤川デザイン学院→京都造形芸術学院
- 1977年
  - 1月10日 左記を以て文部省[注 4]より短期大学の設置が認可される[13]。
  - 4月1日 京都芸術短期大学が以下の学科体制にて開学する。
    - 造形芸術学科 入学定員175名[14]

  - 5月1日 学生数/定員
    - 造形芸術学科 503[注 5]/175
- 1978年
  - 12月19日 専攻科に以下の専攻課程を置く[4]。
    - 造形芸術学専攻 入学定員15名
- 1981年
  - 4月1日 入学定員175[15]→280[16]に増員。かつ学科の専攻分離が行なわれる[17]。
    - 絵画・工芸専攻 入学定員100名
    - デザイン専攻 入学定員180名

  - 5月1日 学生数[18]/定員
    - 造形芸術学科 877[注 6]/455
- 1983年
  - 2月15日 専攻科の造形芸術学専攻を以下の通り改組[注 7]。
  - 絵画・工芸専攻 入学定員20名
  - デザイン専攻 入学定員30名
  - 7月8日 専攻科における旧来の造形芸術学専攻の廃止が認可される[21]。
- 1985年
  - 4月1日 造形芸術学科に以下の専攻課程を置く[注釈 3]。
    - 映像専攻 入学定員30名
    - デザイン専攻 入学定員180名→150名
- 1987年
  - 4月1日 造形芸術学科にある一部の専攻課程を以下の通り変更する[24]。
    - 絵画・工芸専攻[25]→美術専攻  入学定員180名は前年度の据え置き[26]

  - 同 専攻科に以下の専攻課程を置く[27]。
    - 映像専攻 入学定員10名

  - 同 専攻科の一部を以下の通り変更[27]。
    - 絵画・工芸専攻→美術専攻 入学定員20名
- 1990年
  - 5月1日 学生数[28]/定員
    - 造形芸術学科 1374[注 8]/980
- 1991年
  - 4月1日 造形芸術学科の一部専攻課程について 入学定員を以下の通り変更する[注 9]。
    - 美術専攻 180→170
    - デザイン専攻 250→220
- 1992年
  - 5月1日 学生数[32]/定員
    - 造形芸術学科 1337[注 10]/880[34]
- 1995年
  - 4月1日 造形芸術学科にある一部の専攻の入学定員を以下の通り変更する[35]。
    - 美術専攻 100→80
    - 映像専攻 30→20
- 1999年
  - 4月1日 この年度をもって学生募集を終了[注釈 2]。
  - 5月1日 学生数[36]/定員
    - 造形芸術学科 1023[注 11]/820
- 2001年
  - 12月20日 左記をもって正式に廃止となる[11]。

## 基礎データ

### 所在地
- 京都市左京区北白川瓜生山2-116[注釈 1]

## 教育および研究

### 組織

#### 学科
- 造形芸術学科　
  - 美術専攻 入学定員150名[注 12]
  - デザイン専攻 入学定員220名[注 13]
  - 映像専攻 入学定員40名[注 14]

#### 専攻科
- 美術専攻 入学定員20名[注 15]
- 工芸専攻 入学定員？名[注 16]
- デザイン専攻 入学定員30名[注 17]
- 映像専攻 入学定員10名[注 18]

#### 別科
- なし

#### 取得資格について
- 中学校教諭二種免許状（美術）：なお専攻科では中学校教諭一種免許状・高等学校教諭一種免許状（美術）を取得するための道があった（大学評価・学位授与機構に合格する必要があった）[12]。

### 研究
- 『京都芸術短期大学紀要』[40]ほか。

## 学生生活

### 学園祭
- 京都芸術短期大学の学園祭は「瓜生山祭」と呼ばれていた。

## 大学関係者と組織

### 大学関係者一覧
歴代学長
- 田畑茂二郎
- 尼﨑博正

#### 出身者
- 幾原邦彦（アニメーション監督）
- 浦川まさる（漫画家）
- 尾道幸治（映像作家、撮影監督、脚本家）
- きむ（詩人、写真家）
- 島田大介（映像作家）
- 谷崎光 （作家）[41]
- 中井久実代（グラフィックデザイナー）
- 前田昌代（女優）
- 松田悟志（俳優）
- 宮川良雄（ファッションデザイナー）
- レイ・ハラカミ（ミュージシャン）
- 吉田由一（ミュージシャン）

## 施設

### キャンパス
- 京都造形芸術大学が設置されてからは、地心館（ちしんかん）が主たる短大の校舎となっていた[42]。

### 寮
- 京都芸術短期大学には「岩倉寮」と呼ばれる女子学生寮があった。

## 対外関係

### 他大学との協定

#### 中国
- 西安大学

### 姉妹校
- 東北芸術工科大学

### 系列校
- 京都造形芸術大学

## 卒業後の進路について

### 編入学・進学実績
- 全専攻含めて、京都造形芸術大学・京都芸術短期大学専攻科ほか武蔵野美術大学・椙山女学園大学・京都精華大学・成安造形大学・大阪芸術大学・神戸芸術工科大学などの進学実績がある[43]。
- 専攻科では、京都工芸繊維大学・和歌山大学・京都市立芸術大学・沖縄県立芸術大学・女子美術大学などの各大学院への進学実績があった[43]。

## 関連サイト
- 京都造形芸術大学沿革